# Oakfield (Maine)
Oakfield és una població dels Estats Units a l'estat de Maine (EUA). Segons el cens del 2000 tenia 732 habitants.

## Demografia
Segons el cens del 2000, Oakfield tenia 732 habitants, 317 habitatges, i 209 famílies. La densitat de població era de 8 habitants/km².
Dels 317 habitatges en un 25,2% hi vivien nens de menys de 18 anys, en un 58,4% hi vivien parelles casades, en un 5,7% dones solteres, i en un 33,8% no eren unitats familiars. En el 28,7% dels habitatges hi vivien persones soles el 16,4% de les quals corresponia a persones de 65 anys o més que vivien soles. El nombre mitjà de persones vivint en cada habitatge era de 2,31 i el nombre mitjà de persones que vivien en cada família era de 2,85.
Per edats la població es repartia de la següent manera: un 19,3% tenia menys de 18 anys, un 6,1% entre 18 i 24, un 25,5% entre 25 i 44, un 28,1% de 45 a 60 i un 20,9% 65 anys o més.
L'edat mediana era de 44 anys. Per cada 100 dones de 18 o més anys hi havia 95,7 homes.
La renda mediana per habitatge era de 25.859 $ i la renda mediana per família de 30.556 $. Els homes tenien una renda mediana de 24.028 $ mentre que les dones 17.500 $. La renda per capita de la població era de 12.951 $. Entorn del 10,7% de les famílies i el 14,7% de la població estaven per davall del llindar de pobresa.